# 我們 (5566單曲)
我們，是2021年由台灣男人團體5566唱的單曲，在2020年臺中市麗寶樂園跨年首唱的新歌《我們》。

## 製作團隊
- 演唱人：5566
- 作曲：斐立普、老棍兒
- 作詞：韓森、斐立普
- 製作人：斐立普 Felipe.Z、祝鏘博 James Zhu
- 編曲：賴暐哲、老棍兒
- 弦樂編寫：賴暐哲
- 鋼琴：元冠
- 合聲：祝鏘博、5566
- 錄音室：Robokatz 7號 Studio、強力錄音室、亞蔚錄音室
- 錄音師：斐立普、祝鏘博、陳志翔
- 混音室：亞蔚錄音室
- 混音師：祝鏘博

## 音樂錄影帶
| 歌名 | 執導 | 首播日期     | 附註 |
| ---- | ---- | ------------ | ---- |
| 我們 |      | 2021年1月1日 |      |

## 外部連結
- YouTube上的我們